# Mierzno
Mierzno [pronunciación en polaco: /ˈmjɛʐnɔ/] es un pueblo ubicado en el municipio (gmina) de Budziszewice, en el distrito de Tomaszów, voivodato de Lodz, Polonia. Según el censo de 2011, tiene una población de 202 habitantes.
Está situado aproximadamente a 5 kilómetros al este de Budziszewice, a 19 kilómetros al norte de Tomaszów Mazowiecki y a 39 kilómetros al este de la capital regional, Lodz.